# Kōon-ji
Le Kōon-ji (孝恩寺) est un temple bouddhiste Jōdo de la ville de Kaizuka, dans la préfecture d'Osaka.

## Histoire
Les origines du temple ne sont pas connues. Il a été reconstruit en 1684. Lorsque le temple Kannon-ji (観音寺) a été abandonné en 1914, le Koōn-ji récupéra son bâtiment en l'honneur de Kannon. Le Kannon-ji avait été construit à la demande de l'empereur Shōmu en l'an 726 sous la supervision de Gyōki et, selon la tradition, Gyōki a également fabriqué à la main la statue de Kannon qui y a été installée.
Lorsque Toyotomi Hideyoshi a conquis la province de Kii, le temple a été détruit à l'exception du bâtiment en l'honneur de Kannon. À l'époque Edo, les seigneurs de Kishiwada, les Okabe, ont pris soin du temple. Toutefois, il est abandonné en 1889. Plus tard, on a déterré sur son site des briques médiévales, des carreaux de sol, de la poterie et d'autres objets.

## Description

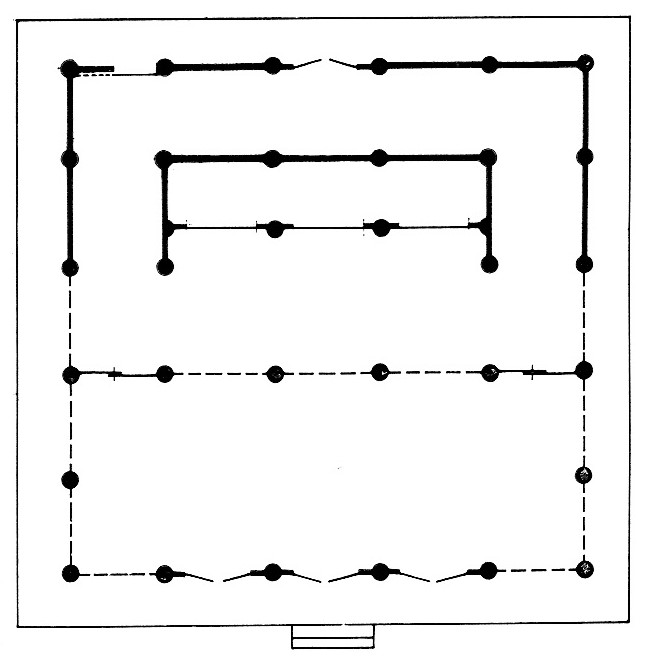
Plan du bâtiment de Kannon.

Le Kanon-dō mesure 5 × 5 ken. Il forme un carré exact de 12,72 × 12,72. Le toit est en tuiles. La salle date de la période Kamakura et est inscrite au titre de trésor national. Comme on n'a pas utilisé de clous pour sa construction, le bâtiment est appelé la salle sans clous (釘無堂, kuginashi-dô).

## Trésors du temple
À l'intérieur de la salle, de nombreuses personnalités bouddhistes sont vénérées. La figure principale du culte est un Amida Nyorai assis en bois. Ensuite, à commencer par une Kannon à onze têtes (十一面観音). Il y a un total de 19 statues qui sont toutes enregistrées en tant que biens culturels importants du Japon. Elles datent de la seconde moitié de l'époque de Heian. On trouve aussi une peinture sur planche de bois montrant des saints, de la période Heian, également inscrite comme bien culturel important.
Sur le site du temple se trouvent une pagode en pierre de cinq étages (bien culturel important de la préfecture) datant de 1348, ainsi que des pagodes et des stèles en pierre de la période Tenshō (1573-1593).